# Карло Боргі
Карло Боргі (італ. Carlo Borghi, нар. 1 січня 1958, Кастільйоне-делла-Пеская, Італія) — італійський футболіст, що грав на позиції нападника.
Виступав за молодіжну збірну Італії.

## Клубна кар'єра
Вихованець футбольної школи клубу «Гроссето». Дорослу футбольну кар'єру розпочав 1975 року в основній команді того ж клубу, в якій провів чотири сезони, взявши участь у 77 матчах чемпіонату.
Згодом з 1979 по 1984 рік грав у складі команд клубів «Катанія», «Катандзаро», «Торіно» та «Асколі».
Своєю грою за останню команду знову привернув увагу представників тренерського штабу клубу «Катанія», до складу якого повернувся 1984 року. Цього разу відіграв за сицилійський клуб наступні п'ять сезонів своєї ігрової кар'єри. Більшість часу, проведеного у складі «Катанії», був основним гравцем атакувальної ланки команди.
Протягом 1989—1991 років захищав кольори команди клубу «Торрес».
Завершив ігрову кар'єру у клубі «Гроссето», у складі якого вже виступав раніше. Прийшов до команди 1991 року, захищав її кольори до припинення виступів 1993 року.

## Виступи за збірну
1982 року залучався до складу молодіжної збірної Італії. На молодіжному рівні зіграв в одному офіційному матчі.